# Jorge Masvidal
Jorge Masvidal (født 12. november 1984 i Miami, Florida i USA) er en amerikansk MMA-udøver der konkurrerer i UFCs welterweight-klasse.  Han har været professionel siden 2003 og har også konkurreret i Bellator, Strikeforce, Shark Fights og World Victory Road.  Den 4. marts 2019 er han nr. 11 på den officielle UFC welterweight rangeringsliste. 

## Baggrund
Masvidal blev født og opvoksede i Miami, Florida, til en Cubansk far og Peruviansk mor. Han var ofte involveret i gadekampe fra en ung alder. Der er optaget videoer af hans kampe på YouTube hvor han besejrer Kimbo Slice's protegé "Ray". Masvidal konkurrerede senere i brydning på St. Brendan High School, men undlod at forblive tilmeldt på grund af sine karakter og begyndte derefter at træne mixed martial arts.

## Mixed martial arts karriere

### Ultimate Fighting Championship
Masvidal mødte Donald Cerrone den 28 januar 2017 til UFC on Fox 23. Hanslog Cerrone ned og færdiggjorde næsten kampen i de sidste sekunder af første runde, og vandt til sidst kampen via TKO i anden runde efter at have scoret et andet knockdown. Sejren tildelte ligeledes Masvidal hans anden Performance of the Night bonus.
Masvidal mødte Demian Maia på UFC 211 den 13. maj 2017. Masvidal tabte via en delt afgørelse. 
Masvidal mødte Stephen Thompson den 4. november, 2017 til UFC 217. Han tabte kampen via en enstemmig afgørelse.
Masvidal mødte Darren Till den 16. marts, 2019 i hovedkampen på UFC Fight Night 147. Han vandt kampen via knockout i anden runde. Sejren tildelte ligeledes Masvidal sin anden Fight of the Night og den tredje Performance of the Night bonus-pris.

## Boksning
Masvidals professionelle boksedebut fandt sted den 8. juni 2005. Efter at have trænet hos Eric "El Tigre" Cantanos, besejrede han Joseph Benjamin (1-11-2) på Radisson Mart Plaza Hotel i Miami, Florida . Sejren kom via en tæt afgørelse efter fire runder. Masvidal har ikke konkurreret i professionel boksning siden.  

## Mesterskaber og resultater

### Mixed martial arts
- Absolut Fighting Championships
  - AFC Welterweight-mesterskab (Én gang)[15]
- Ultimate Fighting Championship
  - Fight of the Night (To gange) vs. Rustam Khabilov og Darren Till[16][14]
  - Performance of the Night (Tre gange) vs. Cezar Ferreira, Donald Cerrone, og Darren Till[17][8][14]